# 安倍慎太郎
安倍 慎太郎（あべ しんたろう、1850年（嘉永3年）- 1882年（明治15年）10月10日）は、日本の政治家。

## 経歴
1850年、安倍英任の長男として長門国大津郡蔵小田村（現：山口県長門市油谷蔵小田）に生まれ、安倍家中興の祖と評される。安倍家は江戸時代に大庄屋を務め、酒と醤油の醸造を営む大地主であり、地元の名門として知られた豪家である。慎太郎は明治12年（1879年）の第1回山口県議会議員選挙に当選、中央政界入りを狙うも明治15年（1882年）10月10日に32歳で死去した。

## 親族
安倍慎太郎には直系が育たなかったため、妹のタメが郡内で名門として知られる椋木（むくのき）家から彪助を婿養子に迎える。彪助はタメとの間に一人息子・安倍寛を儲けた。寛の息子には安倍晋太郎、晋太郎の息子には安倍晋三、岸信夫がいる。